# Деманж-оз-О
Дема́нж-оз-О (фр. Demange-aux-Eaux) — колишній муніципалітет у Франції, у регіоні Гранд-Ест, департамент Мез. Населення — 553 осіб (2011).
Муніципалітет був розташований на відстані близько 230 км на схід від Парижа, 80 км на південний захід від Меца, 31 км на південний схід від Бар-ле-Дюка.

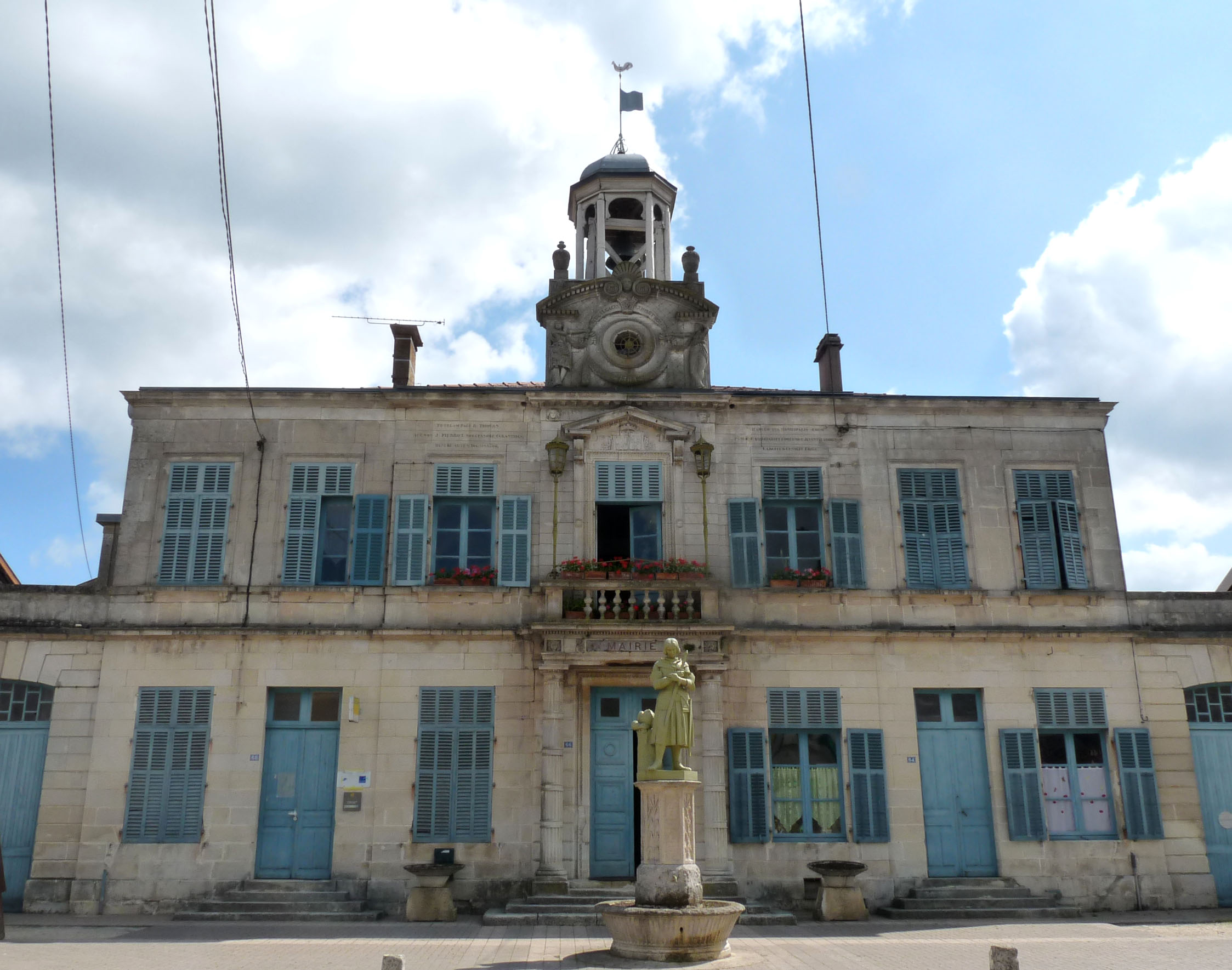

## Історія
До 2015 року муніципалітет перебував у складі регіону Лотарингія. Від 1 січня 2016 року належав до нового об'єднаного регіону Гранд-Ест.
1 січня 2019 року Деманж-оз-О і Бодіньєкур було об'єднано в новий муніципалітет Деманж-Бодіньєкур.

## Демографія
Динаміка населення (INSEE ):
Розподіл населення за віком та статтю (2006):
| Стать | Всього | До 15 років | 15-24 | 25-44 | 45-64 | 65-85 | Понад 85 |
| --- | ------ | ----------- | ----- | ----- | ----- | ----- | -------- |
| Чоловіки | 288    | 80          | 28    | 72    | 68    | 40    | 0        |
| Жінки | 264    | 52          | 24    | 96    | 64    | 28    | 0        |
| \| Статево-вікова піраміда \| Статево-вікова піраміда \| Статево-вікова піраміда \| \| ----------------------- \| ----------------------- \| ----------------------- \| \| Чоловіки \| Вік \| Жінки \| \| 0 \| 85 + \| 0 \| \| 12 \| 80-84 \| 4 \| \| 0 \| 75-79 \| 8 \| \| 12 \| 70-74 \| 16 \| \| 16 \| 65-69 \| 0 \| \| 4 \| 60-64 \| 16 \| \| 12 \| 55-59 \| 8 \| \| 20 \| 50-54 \| 12 \| \| 32 \| 45-49 \| 28 \| \| 20 \| 40-44 \| 20 \| \| 20 \| 35-39 \| 28 \| \| 20 \| 30-34 \| 32 \| \| 12 \| 25-29 \| 16 \| \| 12 \| 20-24 \| 4 \| \| 16 \| 15-20 \| 20 \| \| 28 \| 10-14 \| 20 \| \| 20 \| 5-9 \| 16 \| \| 32 \| 0-4 \| 16 \| |        |             |       |       |       |       |          |
| Статево-вікова піраміда |        |             |       |       |       |       |          |
| Чоловіки | Вік    | Жінки       |       |       |       |       |          |
| 0 | 85 +   | 0           |       |       |       |       |          |
| 12 | 80-84  | 4           |       |       |       |       |          |
| 0 | 75-79  | 8           |       |       |       |       |          |
| 12 | 70-74  | 16          |       |       |       |       |          |
| 16 | 65-69  | 0           |       |       |       |       |          |
| 4 | 60-64  | 16          |       |       |       |       |          |
| 12 | 55-59  | 8           |       |       |       |       |          |
| 20 | 50-54  | 12          |       |       |       |       |          |
| 32 | 45-49  | 28          |       |       |       |       |          |
| 20 | 40-44  | 20          |       |       |       |       |          |
| 20 | 35-39  | 28          |       |       |       |       |          |
| 20 | 30-34  | 32          |       |       |       |       |          |
| 12 | 25-29  | 16          |       |       |       |       |          |
| 12 | 20-24  | 4           |       |       |       |       |          |
| 16 | 15-20  | 20          |       |       |       |       |          |
| 28 | 10-14  | 20          |       |       |       |       |          |
| 20 | 5-9    | 16          |       |       |       |       |          |
| 32 | 0-4    | 16          |       |       |       |       |          |

## Економіка
2010 року серед 348 осіб працездатного віку (15—64 років) 240 були активними, 108 — неактивними (показник активності 69,0%, у 1999 році було 67,2%). З 240 активних мешканців працювало 206 осіб (118 чоловіків та 88 жінок), безробітними було 34 (19 чоловіків та 15 жінок). Серед 108 неактивних 29 осіб було учнями чи студентами, 29 — пенсіонерами, 50 були неактивними з інших причин.

У 2010 році в муніципалітеті числилось 205 оподаткованих домогосподарств, у яких проживали 530,0 особи, медіана доходів виносила 16 675,5 євро на одного особоспоживача